# Légendaire d'Anjou

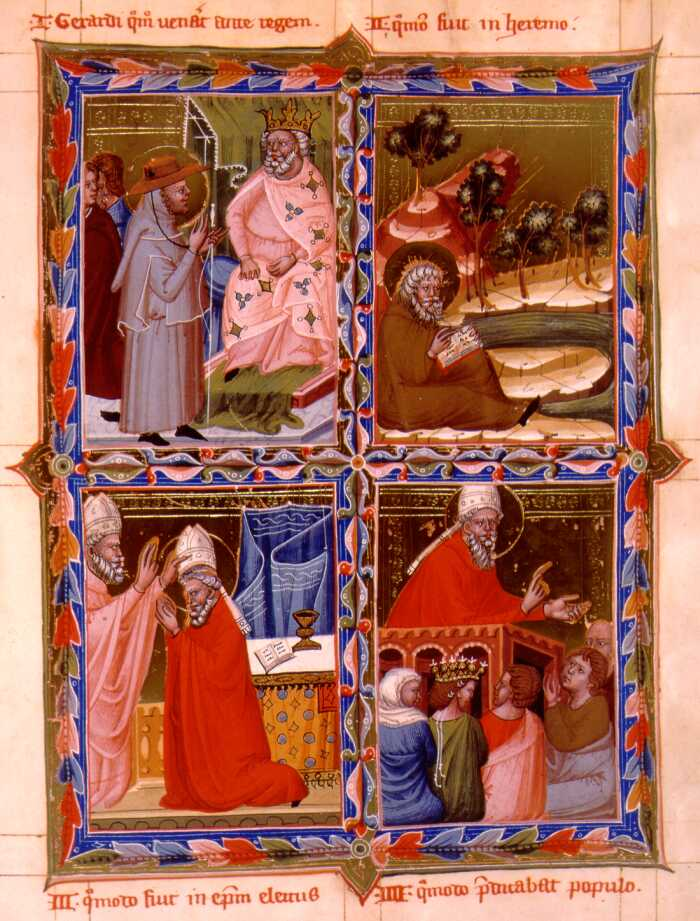
Gérard de Csanad

Le Légendaire Anjou est un manuscrit enluminé gothique d'une collection d'histoires de la vie des saints importants de la Maison d'Anjou et de Hongrie. Il a été commandé par Charles Robert de Hongrie vers 1320-1340 à un atelier d'enlumineurs italiens et hongrois.

## Description
Le Légendaire était un petit livre d'images destiné aux enfants accompagné de petits textes pour chaque image. Les peintres (de Bologne) œuvrèrent dans le style du Trecento.
Ce Légendaire de plus de 140 pages contient des images et des scènes de la vie de Jésus-Christ, de l'évêque hongrois Saint Gérard de Csanad, du prince saint Émeric de Hongrie, du roi Ladislas Ier de Hongrie, de l'évêque polonais Stanislas de Szczepanów, de Saint François d'Assise, Saint Martin, Saint Georges et de nombreuses autres figures religieuses chrétiennes.
Le manuscrit est aujourd'hui dispersé :
- 106 feuillets à la bibliothèque du Vatican (Vat. lat. 8541),
- 26 feuillets à la Morgan Library and Museum (M.360 1-26)
- 5 feuillets au musée de l'Ermitage (E 16930-16934)
- 1 au Metropolitan Museum of Art (1994.516)
- 1 au musée du Louvre (RF 29940)[1]
- 1 à la Bancroft Library (en) de l'Université Berkeley (MS UCB 130:f1300:37)